# Felsővargony
Felsővargony (1899-ig Vagrinyecz, szlovákul: Vagrinec, ukránul: Vahrinec) község Szlovákiában, az Eperjesi kerület Felsővízközi járásában.

## Fekvése
Felsővízköztől 7 km-re keletre, a Ladomér-patak alatt fekszik.

## Története
A települést 1548-ban „Wagrinecz” néven említik először. A makovicai uradalom része volt, 1618-ban 5 és fél portával rendelkezett. A 18. században a báni uradalomhoz tartozott. 1720-ban 3 háztartás adózott a faluban. 1787-ben 16 házában 116 lakos élt.
A 18. század végén Vályi András így ír róla: „VAGRINECZ. Orosz falu Sáros Várm. földes Ura Gr. Szirmay Uraság; határja ollyan, mint Semetkóczé.”
1828-ban 25 háza és 207 lakosa volt. A 19. században a Szirmay család birtoka.
Fényes Elek 1851-ben kiadott geográfiai szótárában így ír a faluról: „Vagrinecz, Sáros v. orosz falu, a makoviczi urad., Duplin fil., 9 rom., 290 g. kath., 6 zsidó lak. Ut. p. Bártfa.”
1920 előtt Sáros vármegye Felsővízközi járásához tartozott.
A II. világháborúban a falu súlyosan megrongálódott.

## Népessége
| Év:            | 1994. | 2004.   | 2014.   | 2024.   |
| -------------- | ----- | ------- | ------- | ------- |
| Emberek száma: | 131   | 127     | 126     | 118     |
| Eltérés:       |       | -3,05 % | -0,78 % | -6,34 % |

| Év:            | 2023. | 2024.   |
| -------------- | ----- | ------- |
| Emberek száma: | 113   | 118     |
| Eltérés:       |       | +4,42 % |

1910-ben 199, túlnyomórészt ruszin lakosa volt.
2001-ben 134 lakosából 104 szlovák és 30 ruszin volt.
2011-ben 130 lakosából 67 szlovák és 58 ruszin.

## Nevezetességei
- Görögkatolikus temploma 1858-ban épült neoklasszicista stílusban.
- Fa haranglába a 19. század végén készült.